# Claude Pinoteau
Claude Pinoteau (Boulogne-Billancourt, 25 mei 1925 – Neuilly-sur-Seine, 5 oktober 2012) was een Frans (assistent-)filmregisseur en scenarioschrijver.
Claude Pinoteau was de zoon van regisseur Lucien Pinoteau en de broer van regisseur Jacques Pinoteau.

## Filmografie (eigen werk)
- 1968 - L'enfant seul
- 1973 - Le silencieux
- 1974 - La Gifle
- 1976 - Le Grand Escogriffe
- 1979 - L'homme en colère
- 1980 - La Boum
- 1982 - La Boum 2
- 1984 - La 7ème cible
- 1988 - L'étudiante
- 1991 - La neige et le feu
- 1994 - Cache Cash
- 1997 - Les palmes de M. Schutz
- 2005 - Un abbé nommé Pierre, une vie pour les autres (documentaire)